# Diego Rosende
Diego Rosende Lagos (Santiago, 11 febbraio 1986) è un ex calciatore cileno, di ruolo centrocampista.

## Carriera
Ha giocato con varie squadre nella prima divisione cilena.

## Palmarès

### Club

#### Competizioni nazionali
- Copa Chile: 1

Palestino: 2018